# 小野寺賢人
小野寺 賢人（おのでら けんと、1998年7月13日 - ）は、宮城県黒川郡大和町出身の日本のプロ野球選手（投手）。

## 経歴

### アマチュア時代まで
小学2年生の時に八幡原スポーツ少年団で野球を始め、中学時代は宮城黒川リトルシニアに所属した。聖和学園高等学校では3年夏に背番号10でベンチ入りしたが、仙台育英学園高等学校に3回戦で敗れた。
聖和学園高等学校から星槎道都大学に進む。2年からベンチ入りし、3年春にはチームの抑えを務めた。大学時代には札幌学生野球連盟1部リーグで複数回の優勝を経験した。大学当時について小野寺自身は「星槎道都大2年の時は、リリーフで出て、四球・四球・ホームランみたいな状態でした。3年で先発して1回5失点KOという試合があって、そこからはもう何をやってもだめ。地獄みたいな時間でした」と振り返っている。
在学中に社会人野球チームのセレクションを5社受けるがすべて不合格だったため、2021年の大学卒業後は北海道の一般企業に就職してクラブチームのTRANSYSに加入した。しかし、社業のために十分に野球ができない環境に悩み、就職から2か月後に勤務先を退社して、TRANSYSの助監督から話を通す形で、6月8日にベースボール・チャレンジ・リーグ（ルートインBCリーグ）の埼玉武蔵ヒートベアーズに入団した。

### BCL・埼玉時代
途中加入となった初年度は、中継ぎを中心に14試合に登板して1勝0敗、防御率0.90の成績だった。埼玉が出場したリーグプレーオフでは、準決勝第2戦（対オセアン滋賀ブラックス）に先発、7回を投げて勝利投手となった。
2022年はすべて先発で起用され、13試合に登板して5勝1敗、防御率1.65の成績で、南地区の最優秀防御率を獲得した（リーグ全体でもトップの成績）。このシーズンは与四死球が7つだけで無四球完投も2度記録するなど、制球力が評価された。このため、NPBドラフト会議での指名候補にも挙げられ、NPB球団のテストも受けたが、指名はなかった。シーズン終了後、ベストナインに選出されている。
翌シーズンを前に、背番号を従来の21番から11番に変更した。また個人トレーニングを受けて球速を2km/h 引き上げた。
2023年も先発中心（シーズン後半にはそれ以外の登板もあり）で、10勝2敗1セーブ、防御率3.19の成績を挙げ、地区最多勝利と地区最多奪三振のタイトルを獲得した（奪三振はリーグ全体でもトップ）。先発登板した6月7日の対福島レッドホープス戦では、試合途中に9番の打席に入り、2打数1安打の記録を残している。このシーズンは埼玉が進出したリーグチャンピオンシップでは、4試合に登板（うち先発3試合）して1勝1セーブを記録した。公式戦・リーグチャンピオンシップのいずれにおいても、それぞれの優勝決定戦で抑えで登板し、「胴上げ投手」となった（いずれも、それぞれ唯一のセーブを記録）。グランドチャンピオンシップでは決勝の対火の国サラマンダーズ戦に先発したが、7回を投げて4失点で敗戦投手となった。シーズン終了後にリーグの投手部門MVPに選出された。しかし、前年に続いてNPBドラフト会議での指名はなく、この年はNPB球団からの調査書自体届いていなかったという。
11月15日、「海外リーグ挑戦の為」という理由で埼玉を自由契約により退団した。

### 台鋼時代
2023年11月から12月にかけて開催されたアジア・ウィンター・リーグに出場する中華職業棒球大聯盟 (CPBL)の台鋼ホークスに「テスト外国人」として入団、4試合に登板して、特にNPB REDとの決勝戦では完投目前の8回2/3を投げて1失点の好投を見せてチームを優勝に導いた。この入団は、台鋼のコーチだった横田久則やNPB球団スカウトから、当時日本の独立リーグで選手を探していた台鋼側に話がつながってのものだった。「テスト外国人」として参加した選手は小野寺以外にも3人おり、正式に契約できるのは多くても1人という状況の中、4試合通算で2勝0敗、防御率0.92という安定した成績により、決勝戦終了後に2024年シーズンの契約が決定した。背番号は、ウインターリーグ時と同じ4。
2024年のオープン戦2試合に先発登板し、防御率1.80の内容で開幕一軍入りを果たした。4月4日、開幕2戦目の中信兄弟戦に公式戦初先発登板したが、5回途中5失点で降板となり、敗戦投手になった。10日の楽天モンキーズ戦は、ともに前年までBCリーグ球団でプレーした鈴木駿輔との投げ合いになり、6回を投げ2失点（自責1）の好投を見せたが足が攣ったことで降板し、勝ち負けは付かなかった。翌日に二軍降格となった。4月27日に再び一軍登録された。同日、対楽天モンキーズ戦に先発、7回1失点の好投を見せたが、味方の援護がなく敗戦投手となった。5月11日の対味全ドラゴンズ戦に先発し、7回を1安打無失点に抑え、CPBLでの初勝利を挙げた。6月までの間に9試合に登板して2勝4敗・防御率2.31という成績を上げていたが、右肘靱帯を断裂していることが判明したと7月1日に報じられた。小野寺自身も翌日自身のX（旧Twitter）で報道を引いて事実と認め、リリースせずに治療に専念させてくれる球団に感謝の意を示した。

## 選手としての特徴
上背がなく、最高球速は148km/hで平均球速はさほど速くないが、制球力に絶対の自信を持っており、それを武器にゲームメイク力が高い。変化球はカットボールに自信を持つ。

## 詳細情報

### 年度別投手成績
| 年 度     | 球 団     | 登 板 | 先 発 | 完 投 | 完 封 | 無 四 球 | 勝 利 | 敗 戦 | セ 丨 ブ | ホ 丨 ル ド | 勝 率 | 打 者 | 投 球 回 | 被 安 打 | 被 本 塁 打 | 与 四 球 | 敬 遠 | 与 死 球 | 奪 三 振 | 暴 投 | ボ 丨 ク | 失 点 | 自 責 点 | 防 御 率 | W H I P |
| --------- | --------- | ----- | ----- | ----- | ----- | -------- | ----- | ----- | -------- | ----------- | ----- | ----- | -------- | -------- | ----------- | -------- | ----- | -------- | -------- | ----- | -------- | ----- | -------- | -------- | ------- |
| 2024      | 台鋼      | 9     | 9     | 0     | 0     | 0        | 2     | 4     | 0        | 0           | .333  | 202   | 50.2     | 37       | 1           | 12       | 0     | 1        | 25       | 1     | 0        | 16    | 13       | 2.31     | 0.97    |
| 通算：1年 | 通算：1年 | 9     | 9     | 0     | 0     | 0        | 2     | 4     | 0        | 0           | .333  | 202   | 50.2     | 37       | 1           | 12       | 0     | 1        | 25       | 1     | 0        | 16    | 13       | 2.31     | 0.97    |

- 2024年度シーズン終了時

### 年度別守備成績
| 年 度 | 球 団 | 守備位置 | 守備位置 | 守備位置 | 守備位置 | 守備位置 | 守備位置 |
| 年 度 | 球 団 | 試 合    | 刺 殺    | 補 殺    | 失 策    | 併 殺    | 守 備 率 |
| ----- | ----- | -------- | -------- | -------- | -------- | -------- | -------- |
| 2024  | 台鋼  | 9        | 2        | 9        | 0        | 1        | 1.000    |
| 通算  | 通算  | 9        | 2        | 9        | 0        | 1        | 1.000    |

- 2024年度シーズン終了時

### 独立リーグでの投手成績
出典は「一球速報.com」。
| 年 度   | 球 団   | 登 板 | 先 発 | 完 投 | 完 封 | 無 四 球 | 勝 利 | 敗 戦 | セ 丨 ブ | ホ 丨 ル ド | 勝 率 | 打 者 | 投 球 回 | 被 安 打 | 被 本 塁 打 | 与 四 球 | 敬 遠 | 与 死 球 | 奪 三 振 | 暴 投 | ボ 丨 ク | 失 点 | 自 責 点 | 防 御 率 | W H I P |
| ------- | ------- | ----- | ----- | ----- | ----- | -------- | ----- | ----- | -------- | ----------- | ----- | ----- | -------- | -------- | ----------- | -------- | ----- | -------- | -------- | ----- | -------- | ----- | -------- | -------- | ------- |
| 2021    | 埼玉    | 14    | 1     | 0     | 0     | 0        | 1     | 0     | 0        | 0           | 1.000 | 80    | 20.0     | 20       | 0           | 1        | -     | 0        | 18       | 0     | 0        | 5     | 2        | 0.90     | 1.05    |
| 2022    | 埼玉    | 13    | 13    | 4     | 1     | 2        | 5     | 1     | 0        | 0           | .833  | 370   | 93.0     | 89       | 3           | 5        | -     | 2        | 73       | 3     | 0        | 23    | 17       | 1.65     | 1.01    |
| 2023    | 埼玉    | 21    | 18    | 3     | 3     | 0        | 10    | 2     | 1        | 0           | .833  | 542   | 129.2    | 123      | 3           | 22       | -     | 2        | 114      | 10    | 1        | 55    | 42       | 2.92     | 1.12    |
| 通算3年 | 通算3年 | 48    | 32    | 7     | 4     | 2        | 16    | 3     | 1        | 0           | .842  | 992   | 242.2    | 232      | 6           | 28       | -     | 4        | 205      | 13    | 1        | 83    | 61       | 2.26     | 1.07    |

- 各年度の太字はリーグ最高
- 2023年シーズン終了時点

### 背番号
- 21（2021年 - 2022年）
- 11（2023年）
- 4（2024年 - ）